# عين سامية
عين سامية هي إحدى البلدات الفلسطينية، تقع على السهول الشرقية لقرية كفر مالك، على امتداد أربعة كيلومترات من بقايا مدينة رومانية عرفت باسم «ارام»، وصفها الباحثون في تاريخ الحضارات بأنها مدينة تحظى بالعديد من المزايا والآثار التي تعود إلى العهد البرونزي القديم والكنعاني المعروف وأيضا الروماني والإسلامي.

## الموقع
تقع البلدة على السفوح الشرقية لجبل العاصور، أعلى جبال محافظة رام الله، وتصل أراضي البلدة حتى العوجا في الأغوار شرقي الضفة الغربية.

## الاقتصاد

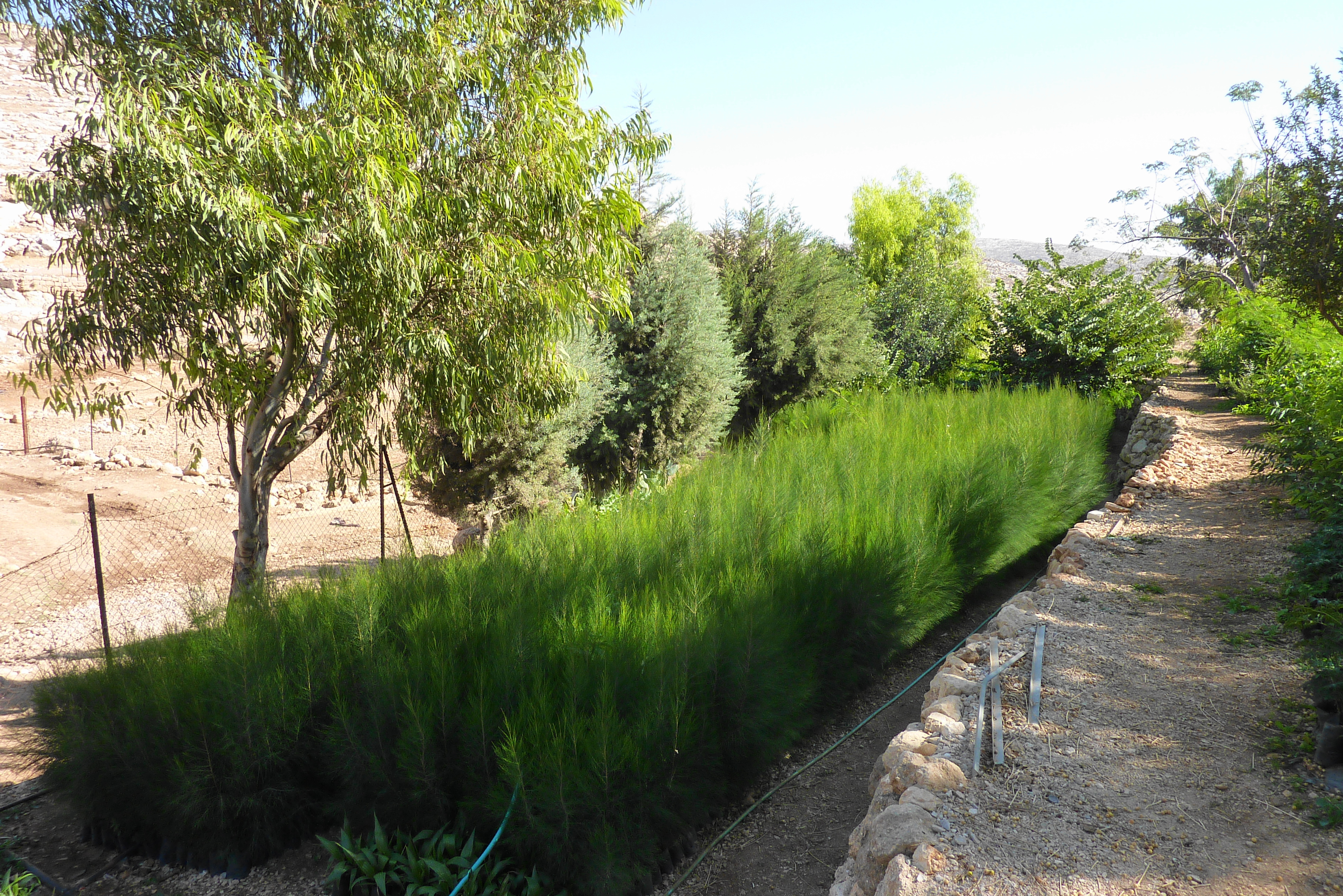

تعد بمثابة السلة الغذائية لبلدة كفر مالك، حيث تزرع بالحبوب، والزعتر، والحمضيات، والخضار.

## السكان
أغلب السكان من عشيرة العمرين/ الكعابنة البدوية، ويقدر عدد سكانها حوالي 300 نسمة، يعتمدون في معيشتهم على العمل في المؤسسات الحكومية والزراعة.

## التسمية
سميت بهذا الاسم نسبة إلى ابنة سليمان بن عبد الملك الخليفة الأموي، حيث أنها أنها سكنت في المكان واتخذت منه مكاناً للراحة والشفاء فقد كانت تعاني من مرضٍ ما فقام أحد الأطباء بوصف مياه عين سامية للشفاء من مرضها، وبالفعل بعد وصولها للعين والاغتسال بها تم شفائها من مرضها.

## تاريخ المنطقة

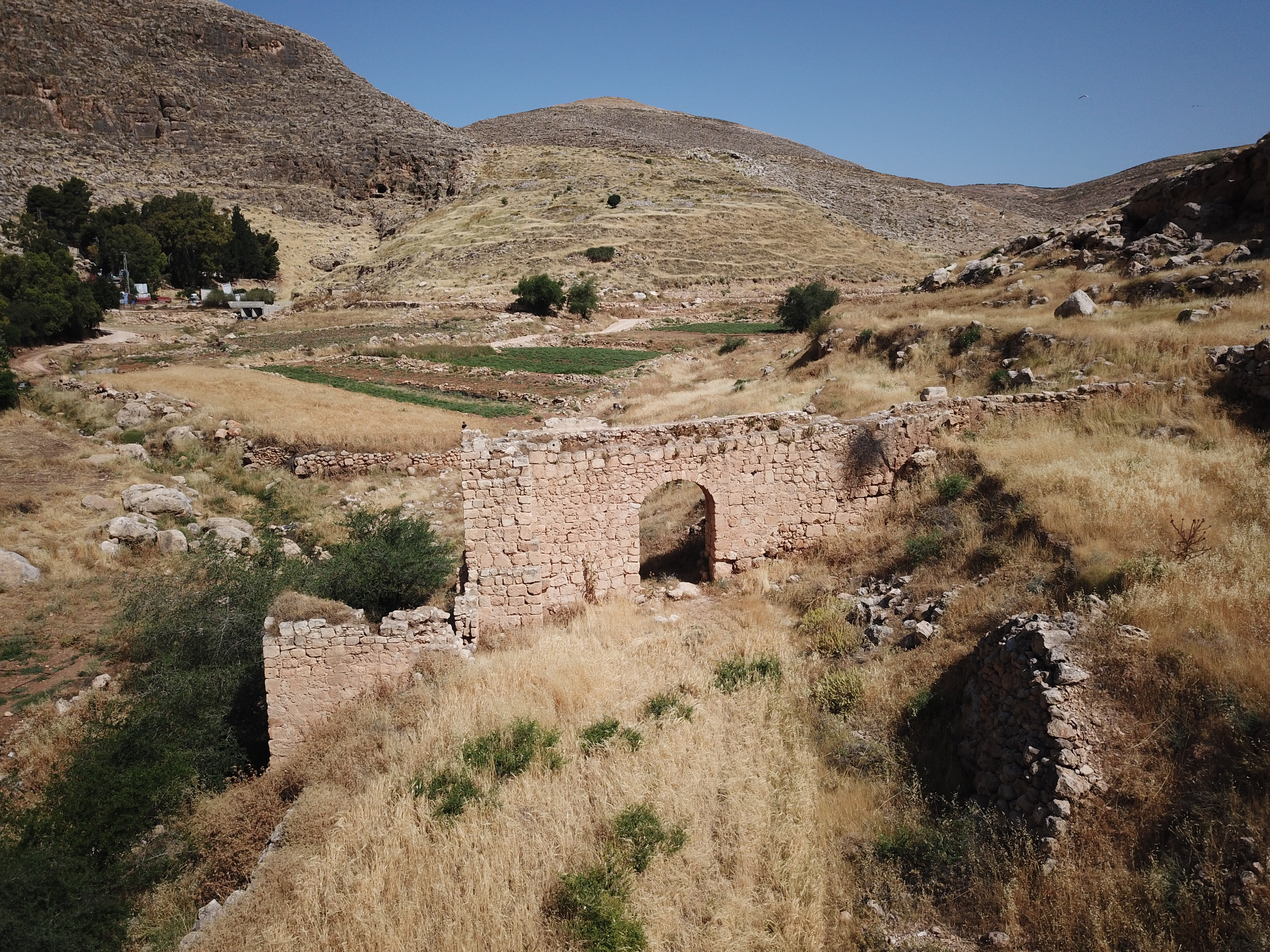

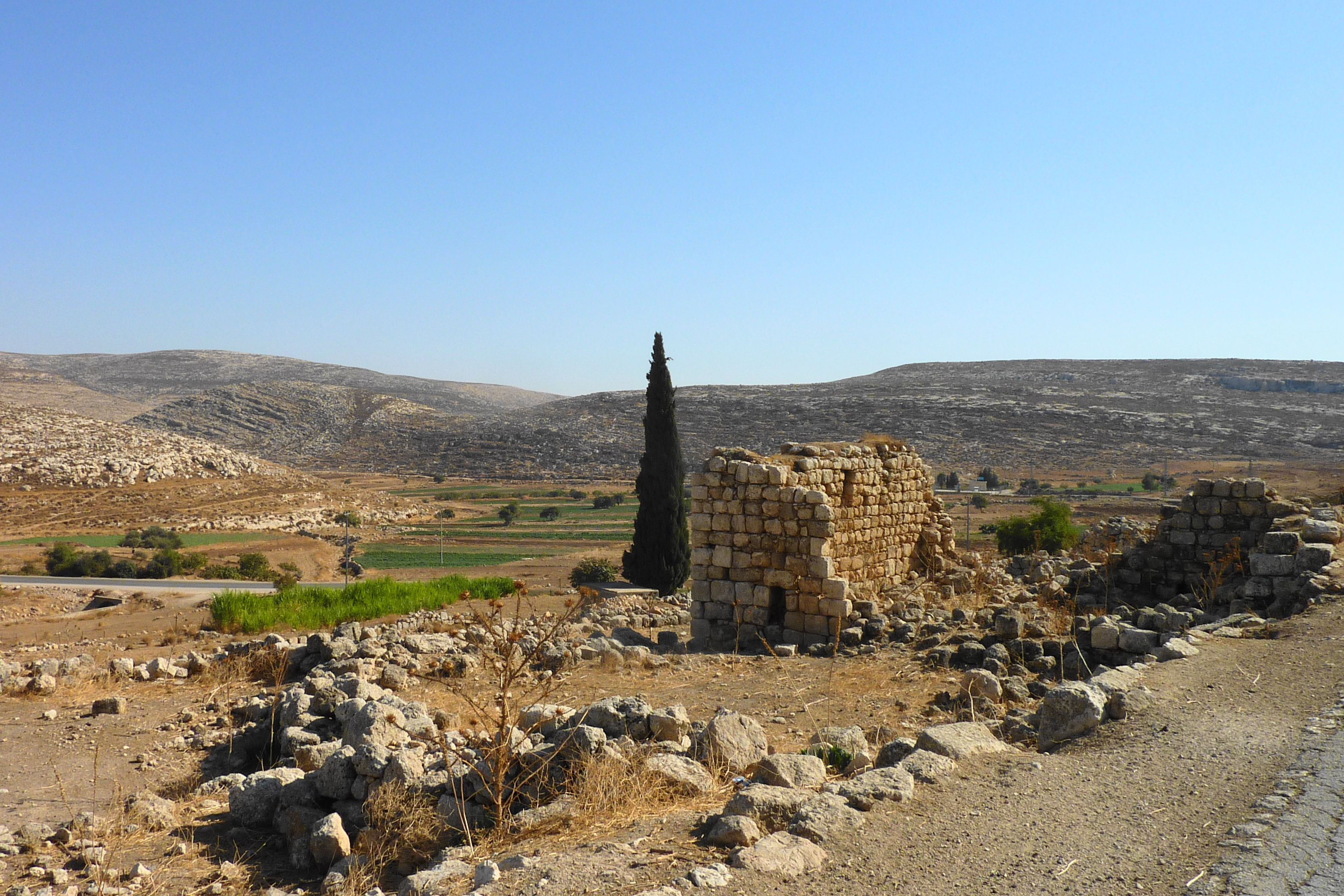

يعود تاريخها إلى أكثر من 7000عام تقريبا، فهي تعتبر من أقدم الخرب التاريخية في العالم، أي من قدم مدينة "أريحا"، وتضم عين سامية  المئات من القبور الرومانية المنحوتة بالصخر، حيث أن بعثة الاستكشافات الأثرية الأوروبية بينت في عام 1963 بأن المنطقة تضم ما يزيد عن 150 قبراً رومانيا منحوتاً بالصخر، عدا عن المدافن التي تشتهر بوجود الأنفاق الجانبية.
تضم المنطقة العديد من الرموز التاريخية التي تشير إلى التنوع الحضاري في المكان، ويعد موقع «تل المرزبانة» شمال «عين سامية» من أبرز المواقع الأثرية فيها، وهو عبارة عن موقع مرتفع صغير يمتد من الشمال إلى الجنوب. وأصل التسمية يعود إلى اللغة الفارسية، حيث أن مرزبان يعني الوزير.

## منطقة غنية بالمياه
تعتبر عين سامية نبع مياه هائل يُعد الأقوى والأنقى في محافظة اريحا، حيث أنها تزود مدينة رام الله والبيرة بالمياه، باعتبارها منطقة غنية بينابيع المياه، بالإضافة إلى الشّبكات التي تم بناؤها على طول القنوات المائيّة الخاصّة بالآثار القديمة في المنطقة.